# Censimento degli Stati Uniti d'America del 1870
Il censimento degli Stati Uniti d'America del 1870 è stato il nono censimento degli Stati Uniti d'America. Il censimento è stato condotto dall'ufficio del censimento degli Stati Uniti d'America alla data del 1º giugno 1870 durante la presidenza di Ulysses S. Grant. 
La popolazione totale degli Stati Uniti fu conteggiata in 39.818.449 unità.